# Catillariaceae
Catillariaceae Hafellner (1984) es una familia de líquenes crustáceos perteneciente al orden Lecanorales. La reproducción sexual tiene lugar únicamente por parte del hongo a partir de ascosporas mientras que la reproducción asexual a partir de soredios en los que se disemina hongo y alga está restringido a unas pocas especies. Esta familia comprende hasta 15 géneros con más de 400 especies de distribución mundial pero especialmente representadas en zonas templadas de ambos hemisferios. Los actuales análisis filogenéticos basados en la secuenciación del ADN ribosómico ponen en duda la presencia de algunos de estos géneros, principalmente Arthrosporum y Toninia que parecen poseer características similares al género Bacidia de la familia Bacidiaceae.

## Géneros
- Arthrosporum
- Astroplaca
- Austrolecia
- Catillaria
- Dimaura
- Diphloeis
- Halecania
- Kiliasia
- Lobiona
- Sporastatia
- Thalloedematomyces
- Thalloidima
- Toninia
- Wadeana
- Xanthopsorella